# Антена Харченка
Анте́на Ха́рченка, або біквадра́т Ха́рченка (радіоаматорський жаргон) — конструкційний варіант проєктування антен, в основу яких входить два ромби, запропонований у 1961 році інженером К. Харченком (1931-2020), який вперше описав цей тип антени на сторінках журналу «Радіо»
Антена дуже популярна серед радіоаматорів завдяки простій конструкції, гарній повторюваності і широкополосності.
У межах діапазону частот, на який розрахована антена, вона має постійні параметри і практично не вимагає налаштування.
Антена являє собою синфазну антенну решітку з двох ромбоподібних елементів, розташованих один над одним, і які мають одну загальну пару точок живлення.

## Конструкція
Антена складається з двох квадратів з'єднаних в одній з їх вершин роз'єднаними сторонами. Живлення антени з пунктів з'єднання квадратів. У точці з'єднання квадратів один з одним вхідний опір антени близько до 50 Ом, і добре узгоджується як з 50, так і з 75-Омним коаксіальним кабелем. Сторони квадратів рівні λ/4. Ця антена має більшу широкополосність, ніж складові її елементи — квадрати. Існує безліч варіантів антени Харченко, в яких замість квадратів, для складання її полотна, використовують трикутники, кола або інші геометричні фігури — плоскі або об'ємні. Зазвичай антена Харченко використовується для роботи у ТВ-діапазонах і в УКХ-діапазонах — службових і аматорських.

## Проєкт Харченка та модифікації

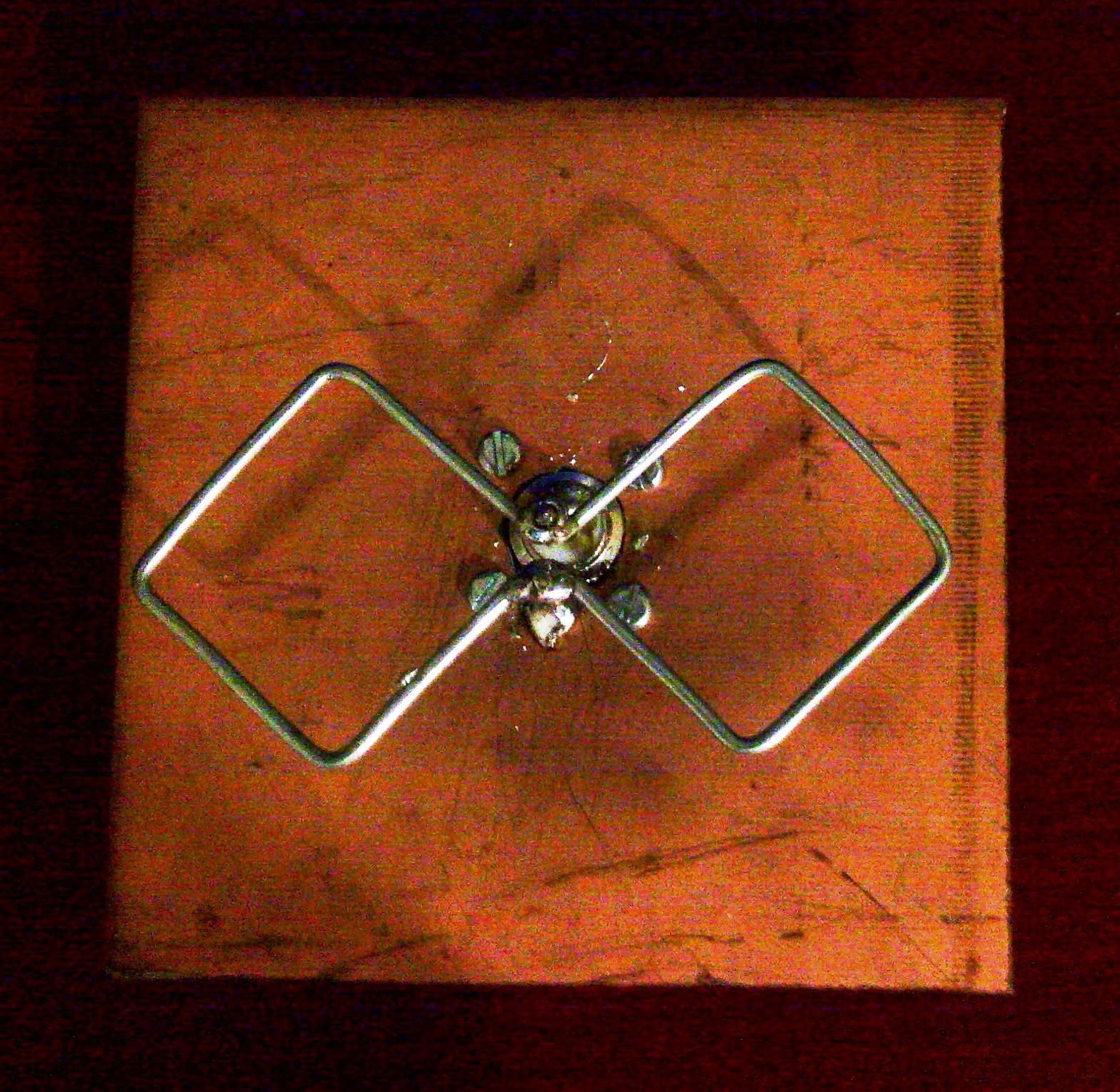
Антена Харченка малих розмірів

Конструкція антени проєкту біквадрат запропонована у 1961 році інженером К. Харченком. Конструкція антени являє собою подвійний квадрат з товстого мідного дроту. Квадрати з'єднуються між собою незамкнутими кутами. У місці їх з'єднання до них під'єднується телевізійний кабель. Для поліпшення спрямованості позаду встановлюється рефлектор.
Периметр кожного квадрата дорівнює довжині хвилі, на яку налаштований прийом. Діаметр дроту для 1-5 телевізійних каналів має бути близько 12 см. Через це для радіозв'язку і телебачення метрового діапазону (1-12 канали) вона виходить дуже громіздкою. Для полегшення конструкції використовувалася прокладка трьома дротами меншого перетину, але все одно вона мала велику вагу і габарити.
Антена, спроєктована Харченком, отримала перші модифікації із появою ефірного мовлення в дециметровому діапазоні. Інженери та експериментатори-аматори представили цілу низку вдосконалених варіантів антени для роботи у поширеному діапазоні частот. Конструкції мали форми ромба, кола, трикутника та інших геометричних фігур і широко використовувалися для прийому телевізійного та радіосигналу.
У 2001 році американський професор Тревор Маршалл запропонував використовувати біквадратну конструкцію для поширення та посилення сигналів у мережах Bluetooth та WiFi.
Нині на основі зигзага Харченка проєктуються антени для прийому сигналів різних частот, де незмінною залишається її конструкційна форма, однак індивідуальним є розмір конструкції. Сучасним вдосконаленим варіантом є подвійний біквадрат, який складається з чотирьох ромбів, під'єднання до яких здійснюється у незамкнутих кутах на межі другого та третього квадратів.
З поширенням ефірного цифрового мовлення стандарту DVB-T2, антени на основі біквадрата набувають популярності та мають безліч варіацій як в антенах з рефлекторами, так і безрефлекторних конструкціях.